# Josef Valčík
Josef Valcík  (2 de noviembre de 1914 en Smolina, cerca de Valašské Klobouky, Austria-Hungría, actual República Checa - 18 de junio de 1942 en Praga, Protectorado de Bohemia y Moravia, actual República Checa) fue un soldado checoslovaco entrenado por los británicos y miembro de la resistencia en la ocupación alemana de Checoslovaquia que participó en el tiroteo después del asesinato de Reinhard Heydrich por Jozef Gabčík y Jan Kubiš, cuyo nombre en clave es Operación Antropoide.
Tras la ocupación de Bohemia y Moravia en diciembre de 1939 partió de la República Checa hacia el ejército extranjero en Francia. Realizó un entrenamiento especial en Gran Bretaña y fue destinado al grupo SILVER A, con el que saltó en paracaídas la noche del 29/30 de diciembre de 1941 en el territorio del protectorado. Cuando a principios de marzo de 1942 tuvo que abandonar Pardubice para escapar de la Gestapo, se dirigió a su región natal de Valašské Klobouky en Moravia. Después de las vacaciones de Semana Santa de abril de 1942, su comandante, el teniente, Alfred Bartos envió un mensaje para ir a Praga. Sin embargo, el paracaidista decidió pasar en el camino por su hermano Emil Valcík, que vivía con su familia en Brno. Sin embargo, al no encontrar a su hermano, visitó la lechería de Josef Dvorák, donde no sólo lo alimentó, sino que también le dio un lugar donde quedarse.
El SS-Obergruppenführer Reinhard Heydrich era un alto funcionario del nazismo alemán, fue jefe de la Oficina Central de Seguridad del Reich y uno de los principales arquitectos del Holocausto. También fue Stellvertretender Reichsprotektor (diputado/protector interino del Reich) del Protectorado de Bohemia y Moravia en 1942.

## Estancia en Gran Bretaña
Inicialmente, Valčík fue asignado dentro de las unidades checoslovacas a un campamento provisional de tiendas en Cholmondeley, cerca de Chester, cerca de Liverpool. Después de completar la escuela de sargentos, fue nombrado sargento ejecutivo de la primera compañía el 27 de septiembre de 1940. En 1941 se ofreció voluntariamente para realizar misiones en la Checoslovaquia ocupada, lo que lo llevó a cursos especiales de preparación. Primero, completó un entrenamiento paracaidista de diez días en el aeropuerto de Mánchester, y luego fue asignado a la Escuela de Entrenamiento Especial en la granja Cammus Darrah cerca del lago Morar en Escocia. Aquí adquirió experiencia en tácticas especiales de unidades británicas de comando de los miembros de la elite Scottish Guards. Justo antes de su vuelo planeado al Protectorado, realizó un curso paracaidista de una semana del 21 al 28 de octubre de 1941 en el aeropuerto de Ringway en Mánchester. Continuó con cursos adicionales en la Escuela de Sabotaje en Dunham House y en Bellasis cerca de Dorking.
Durante su entrenamiento, demostró una excelente resistencia y habilidades. El comandante de la escuela, el mayor Edwards, escribió sobre él:

"Alegre, amistoso, imaginativo, a veces con autoestima excesiva, valiente, demasiado independiente, con menos sentido del trabajo en equipo, con iniciativa, trabaja bien de noche, confiable... De estructura fuerte, con músculos bien desarrollados, capaz de soportar las mayores dificultades y largas marchas, agresivo y hábil en combate cuerpo a cuerpo... Evaluación general: física y mentalmente maduro, valiente, muy adecuado para llevar a cabo tareas independientes en las condiciones más duras."

Completó su entrenamiento integral el 22 de octubre de 1941, momento en el que fue seleccionado para la misión Silver A. Sus compañeros fueron el líder del grupo, el teniente Alfred Bartoš, y el operador de radio, el sargento Jiří Potůček.

## Operación Antropoide
Josef Valcík participó en la preparación y ejecución del asesinato de Reinhard Heydrich en la Operación Antropoide junto con otros seis checoslovacos. Los paracaidistas cayeron en la iglesia ortodoxa de San Petersburgo,Cirilo y Metodio en Praga el 18 de junio de 1942, (14 de sus familiares fueron ejecutados en el campo de concentración de Mauthausen-Gusen el 24 de octubre de 1942).
Dado que la Gestapo conocía la presencia de Josef Valcík en el Protectorado desde marzo de 1942, fueron emitidas el 28 de mayo de 1942 por el jefe de la oficina principal de la policía estatal en Praga, el SS-Standartenfuhrer Dr. Geschkem, los alemanes decretan una recompensa de 100.000 coronas por información que conduzca a su captura. La Gestapo no tenía información precisa porque figuraba como Miroslav Valcík. La descripción (incluía la foto) ya es más precisa: "aproximadamente 1 m 65 cm de altura, cabello rubio peinado hacia atrás, cara redonda, ojos azules, nariz normal". Pegaron Carteles blancos junto con Carteles rojos de la misma fecha, bajo los cuales está firmado por KH Frank, el alto líder de las SS y la policía en el Protectorado del Reich en Bohemia. Los Carteles "rojos" anunciaban una recompensa de 10 Millones de coronas por la captura de los autores del asesinato de R. Heydrich.
Los Carteles fueron llevados en coche desde Praga a primera hora de la mañana al territorio de la central regional de Chernik en Brno, aquí ya estaban aparcados los coches de cada central de Chernik y al mismo tiempo también se llevaron carteles para la central de policía de Brno. 
Los alemanes no pudieron localizar a los atacantes hasta que Karel Čurda, del grupo de sabotaje, se entregó a la Gestapo y les dio los nombres de los contactos locales del equipo a cambio de una recompensa de un millón de Reichsmark. Josef Valcík y los demás murieron después de un tiroteo de seis horas con tropas de las Waffen-SS y la policía alemana en la Catedral de los Santos Cirilo y Metodio.

## Resistencia

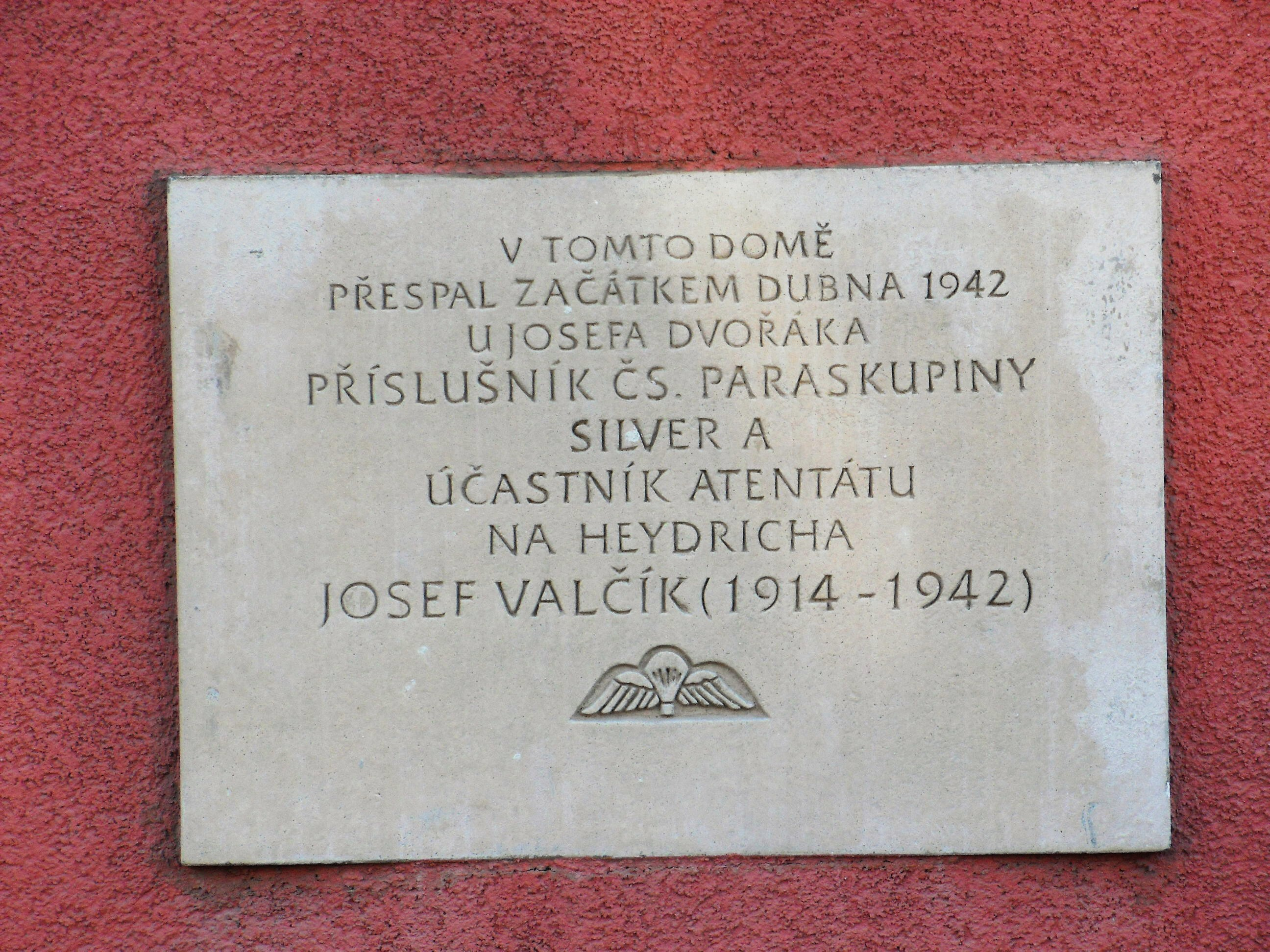
Placa conmemorativa en Náměstí Miru en Brno

El 22 de octubre de 1941 se completó una formación exhaustiva, en la cual Josef Valčik fue seleccionado para la Operación Silver A. Sus compañeros fueron el comandante de grupo, el teniente Alfréd Bartoš, y el radiotelegrafista Jiří Potůček.
La principal tarea de la Operación Silver A consistía en mantener el contacto con Inglaterra y transmitir mensajes importantes sobre los acontecimientos en el Protectorado mediante un transmisor con el nombre en clave Libuše. Tras varios intentos fallidos el 29 de octubre, 7 de noviembre y 30 de noviembre, el equipo de aterrizaje fue trasladado en la noche del 28 al 29 de diciembre de 1941 junto con participantes de los grupos Anthropoid y Silver B. Valčik fue dejado junto a Bartoš y Jiří Potůček cerca de Senice, cerca de Poděbrady (en lugar de la posición originalmente planeada cerca de Heřmanův Městec). Estaba equipado con documentos del Protectorado bajo el nombre en clave Emil Sedlák.
La primera persona a la que acudió Valčik fue el funcionario de la caja de ahorros municipal en Chrudim, František Burša. Sin embargo, ya había sido arrestado por la Gestapo en octubre de 1941. Entonces Valčik fue a pie hasta Mikulovice, donde un trabajador llamado Adolf Švadlenka le ayudó. Junto a él, el profesor Josef Janáček y el conductor František Valenta lograron esconder transmisores y receptores. Se reunió con su comandante Bartoš el 31 de diciembre en Mikulovice.

### Desembarco en el territorio del Protectorado de Bohemia y Moravia
En enero de 1942, los agentes paracaidistas lograron obtener las partidas de bautismo de personas ya fallecidas, sobre cuya base se les emitieron documentos oficiales. Valčik se convirtió en Miroslav Šolc de Hodonín. Estos documentos fueron entregados a Alfred Bartoš por el sacerdote František Dobiáš (1901–1985) en su rectoría en Semtěš. Dobiáš fue delatado y encarcelado durante el resto de la guerra en campos de concentración (KZ Theresienstadt, KZ Buchenwald, KZ Dachau). Después de la guerra, regresó a Semtěš.
El 6 de enero de 1942, el exteniente del ejército checoslovaco Jindřich Vaško se reunió con miembros del grupo Silver A. El primer contacto bilateral con Inglaterra se llevó a cabo el 15 de enero. Un día después, el cuartel general en Londres anunció el ascenso de los tres miembros del equipo de aterrizaje, y Josef Valčik fue nombrado segundo Podporučík. Al mismo tiempo, se les otorgó la Cruz de Guerra Checoslovaca por su valentía ante el enemigo.

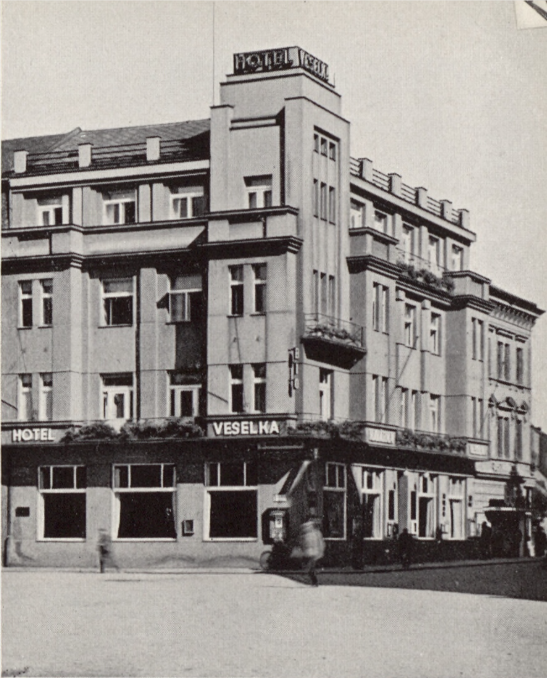
Hotel Veselka (1936)

Josef Valčík se estableció brevemente en el hotel de primera clase Hotel Veselka en Pardubice, Hlaváčova 230, cuyo propietario, Arnošt Košťál, asumió el riesgo de emplearlo con documentos falsificados como camarero auxiliar. Además, a menudo fue asignado fuera de Pardubice. A mediados de enero, fue enviado a Praga para contactar con la organización de resistencia Sokol e intentó encontrar a miembros de la Operación Anthropoid. Lo logró en la segunda quincena de febrero, cuando se reunió con Gabčík y Kubiš en el apartamento de los Khodlová en la calle Valdecká en Vysočany. También fue varias veces a la región de Vysočina, donde intentó contactar con el equipo Silver B.
A principios de marzo de 1942, la Gestapo detectó irregularidades en la tarjeta de policía de Miroslav Šolc durante controles rutinarios. Los oficiales visitaron el Hotel Veselka en Pardubice, pero no encontraron a Valčik allí. El hotelero Arnošt Košťál advirtió a Valčik y le dijo a la Gestapo al día siguiente que lo había despedido una hora antes por ausentarse y romper platos. La Gestapo vigiló a Košťál y buscó a Valčik en todo el Protectorado. Por ello, tuvo que abandonar Pardubice inmediatamente. Su fuga fue apoyada por la planificación y organización de la profesora Lidmila Malá, en cuyo apartamento cerca de la estación de tren de San Wenceslao Valčik se alojaba frecuentemente. Escondido en varios pueblos alrededor de Pardubice (Dašice, Mnětice, Trnová), se dirigió el 19 de marzo a su familia en la Valaquia morava. En Valašské Klobouky conoció al capellán local František Borák (1910–1975), quien se convirtió en un importante asistente y confesor. En el verano de 1968, Borák habló con Milan Hlavica, un maestro, sobre este tema. Se registró: "Valčik se encontraba en una situación de la cual no podía ver salida. No quería poner en peligro a su familia, pero se negó a presentarse en la comisaría. No tenía otra opción más que terminar con todo. Quería suicidarse. Le dije que era una manifestación de debilidad personal, pero también una traición a las cosas que se le habían confiado. Bajó la mirada avergonzado. Se volvió más tranquilo. Antes de irme, le di una imagen de San Wenceslao de Mikoláš Aleš como Talisman. Estaba muy angustiado".
El 4 de abril dejó Smolině en dirección a Praga, donde se unió a los miembros de la Operación Anthropoid junto con Marie Moravcová y Jan Zelenka-Hajský, con quienes comenzó a cooperar.
El 25 de abril participó en una acción concertada confiada al grupo Out Distance para preparar el bombardeo aliado de las fábricas de Škoda en Pilsen. Junto con Kubis, prendió fuego a una pila en un lado de las fábricas Škoda, mientras que Adolf Opálka y Karel Čurda encendieron el fuego. Sin embargo, el ataque falló, ya que las bombas se lanzaron fuera de las instalaciones de la fábrica.
En Praga, participó activamente en los preparativos para el asesinato de Reinhard Heydrich. Casi todos los días viajaba en bicicleta con Kubiš y Gabčík a la mansión en Panenské Břežany buscando un lugar adecuado para el atentado. Los últimos detalles para llevar a cabo el plan se dieron la noche del 26 de mayo en una reunión en el apartamento del profesor de secundaria Josef Ogoun.

Una leyenda ampliamente difundida dice que Valčik, el día del atentado el 27 de mayo de 1942, estaba en el lado opuesto de la calle (la actual Zenklova) y señalizó a Jozef Gabčík y Jan Kubiš la llegada del coche de Heydrich con un pequeño espejo de bolsillo. Sin embargo, según investigaciones de historiadores checos de renombre, no participó directamente en el atentado. Esto se debió principalmente a que las fuerzas policiales alemanas eran conscientes de ello, lo que podría haber puesto en peligro el desarrollo del evento. Pasó varios días después del atentado con la familia Sulka en Dejvice, donde había vivido desde principios de mayo, en la calle Špinkovy, en la calle Biskupcova N° 7 y una noche en casa de Vladimír Tichota.

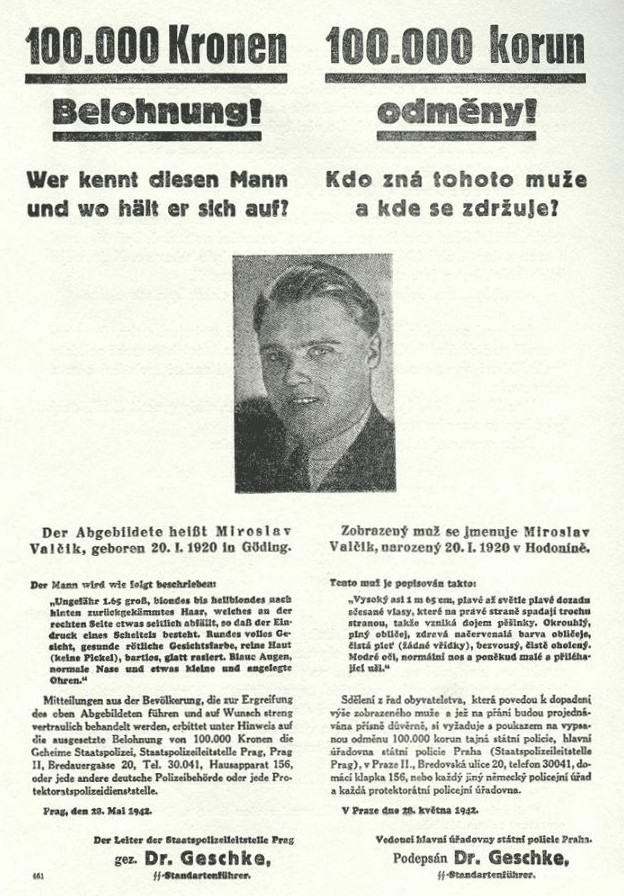
Cartel de búsqueda de Josef Valčík; firmado Dr. Geschke, SS-Standartenführer, 28 de mayo de 1942

Al día siguiente del atentado, además de las órdenes de ley marcial, aparecieron carteles en las calles exigiendo la captura del suboficial Josef Valčík, aunque no lo mencionaban directamente en relación con el atentado. El cartel de búsqueda, escrito en alemán (lado izquierdo de la imagen) y checo, firmado por el SS-Standartenführer Hans-Ulrich Geschke el 28 de mayo de 1942, proporciona una descripción de la persona y ofrece una recompensa:

100.000 coronas de recompensa!
¿Quién conoce a este hombre y dónde se encuentra?
El hombre mostrado se llama Miroslav Valčík, nacido el 20 de enero de 1920 en Hodonín.
Este hombre es descrito de la siguiente manera:
"Alto, aproximadamente 1 metro 65 centímetros, con cabello rubio a rubio claro peinado hacia atrás, que cae un poco hacia un lado en el lado derecho, creando la impresión de un pequeño copete. Rostro redondo y lleno, de color saludable rojizo, piel limpia (sin granos), afeitado completamente. Ojos azules, nariz normal y orejas algo pequeñas y ajustadas."
Cualquier información de los ciudadanos que conduzca a la captura del hombre mostrado anteriormente y que sea discutida de manera estrictamente confidencial, requiere hacer referencia a la recompensa de 100.000 coronas ofrecida por la policía secreta estatal, oficina principal de la policía estatal en Praga (Staatspolizeileitstelle Prag), en Praga II, calle Bredovská 20, teléfono 30041, línea interna 156, o cualquier otra oficina de policía alemana y cada oficina de policía del Protectorado.
En Praga, el 28 de mayo de 1942.
El jefe de la oficina de policía estatal de Praga.
Firmado por Dr. Geschke, SS-Standartenführer.

Valčik encontró su último refugio junto con miembros de otros grupos de paracaidistas en la iglesia ortodoxa de San Cirilo y Metodio en la calle Resslova. Jan Sonnevend, presidente de la comunidad de la iglesia ortodoxa checa, en coordinación con el capellán ThDr. Vladimír Petřek, capellán del templo, escondió a los paracaidistas en una cripta subterránea. Petřek, quien luego cuidó de los hombres escondidos, informó gradualmente al sacerdote Václav Čikl, al obispo ortodoxo Gorazd Pavlík, al eclesiástico Václav Ornest y a su yerno Karel Louda.
Según la versión tradicional, el coche fúnebre de Vojtěch Paur debía llegar la mañana del 18 de junio para recoger a los paracaidistas y sacarlos de la ciudad. Debía ir a Ruprechtov en Moravia. Sin embargo, esto no ocurrió, ya que el miembro del grupo de sabotaje Out Distance, Karel Čurda, se entregó voluntariamente a la Gestapo y delató a los perpetradores que conocía. La Gestapo capturó a Vlastimil Moravec, quien tras ser torturado brutalmente, reveló los nombres de otros colaboradores y el escondite de los paracaidistas. El 18 de junio de 1942 a las 4:15 a. m., la iglesia de San Cirilo y Metodio fue rodeada por más de 750 miembros de la SS. Los alemanes intentaron inicialmente obtener señales de vida de los paracaidistas, pero después de unas dos horas de asedio infructuoso, abandonaron esta estrategia. En la defensa de la iglesia murieron primero Opálka, Kubiš y Bublík. Los cuatro restantes, Valčik, Gabčík, Švarc y Hrubý, se defendieron en la cripta de la iglesia. En una situación desesperada, se suicidaron. Los cuerpos de los paracaidistas fueron llevados al instituto de patología, donde fueron identificados.
Póstumamente, el suboficial Josef Valčík fue galardonado por su patria por su participación en la misión de comando.

## Represalia nazi

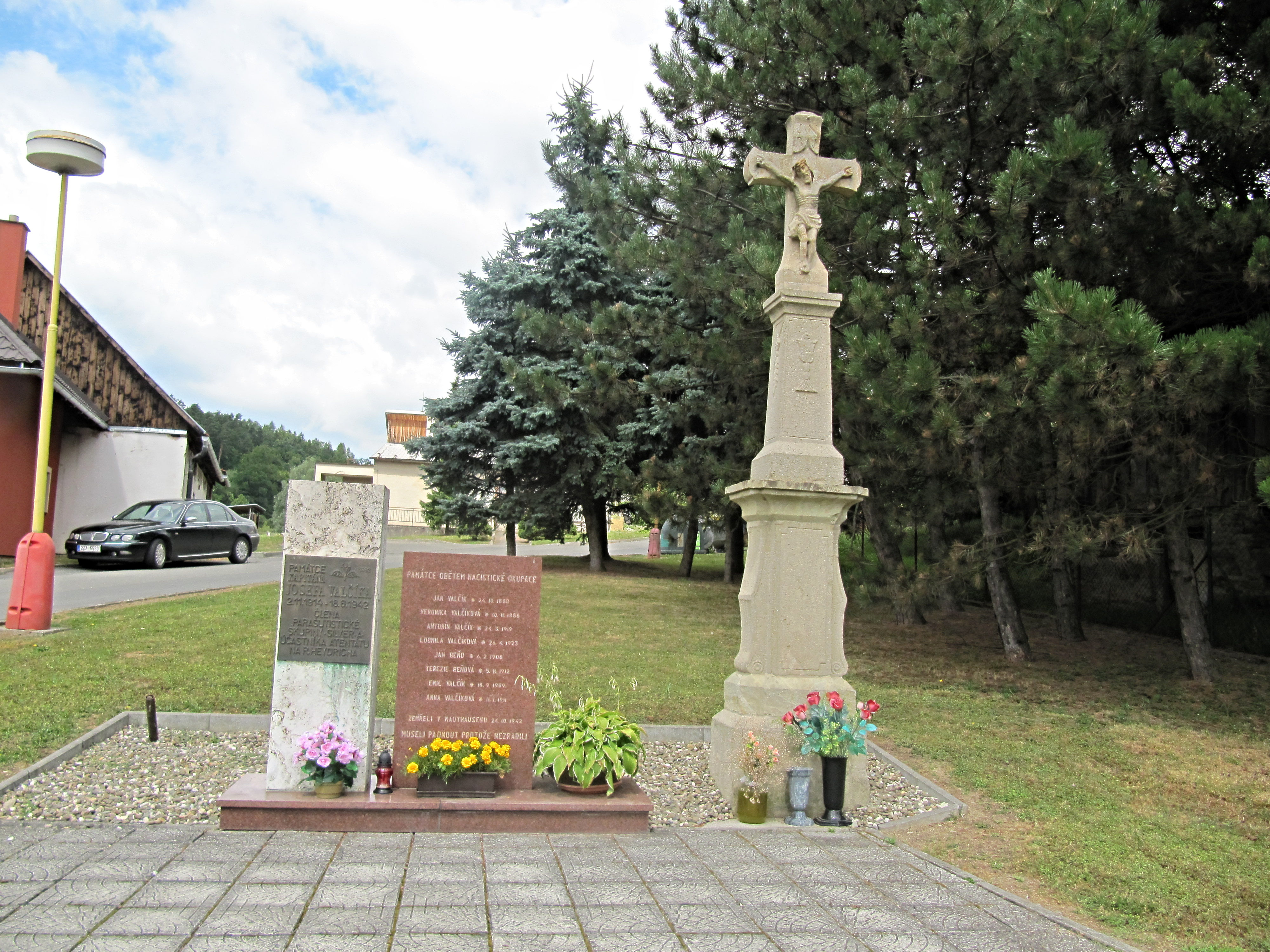
Monumento a Josef Valčík y sus seres queridos en su pueblo natal Smolině

Sobre la situación antes de la muerte de Valčík, el capellán de Valašské Klobouky, František Borák, comentó: "La familia de Valčík, especialmente los hermanos menores de Josef, buscaban consejo y ayuda conmigo en aquellos días. Traté de darles esperanza y consuelo. La situación empeoraba día a día. No pude evitarlo y fui a Smolina nuevamente. Estaba discutiendo toda la situación con los Valčík cuando un coche de policía frenó frente a la casa. En el último momento, logré saltar por la ventana al patio. En esa ocasión, la Gestapo solo se limitó a hacer algunas preguntas. La familia todavía permanecía en casa. Al día siguiente, era domingo. Los Valčík vinieron a la iglesia para prepararse para la muerte. Me pidieron que cuidara de sus cuatro hijos..."
Entre el lunes 15 de junio y el martes 16 de junio de 1942 comenzaron los arrestos, la Gestapo se llevó a los Valčík de Smolina:
- Padres: Jan Valcík (1880-1942) y Veronika Valcík (1888-1942)
- Hermano Antonín Valcík (1919-1942) y hermana Ludmila Valciková (1923-1942)
- Sor Terezia Benová (1912-1942) con su marido Jan Bena (1908-1942)
- Hermana Marii Kolaríková (1917-1942) con su marido Josef Kolarík (1914-1942)
- Hermana Frantisku Sívková (1911-1942) con su marido Frantisek Sívek (1910-1942)
- Hermano Aloise Valcík (1908-1942) con su esposa Anna Valciková (1907-1942)
- Hermano Emil Valcík (1909-1942) con su esposa Anna Valciková (1911-1942)

14 miembros de su familia fueron arrestados por la Gestapo y transportados al campo de concentración de Mauthausen, donde 13 de ellos fueron ejecutados inmediatamente tras su llegada el 24 de octubre de 1942. La hermana embarazada de Valčík, Františka, fue separada de la familia y, después de dar a luz a un hijo, fue ejecutada en la prisión de Pankrác el 26 de enero de 1943. El hijo y sus tres hermanos fueron adoptados, quedando un total de quince huérfanos tras las ejecuciones.
En su ciudad natal de Smolina, hay un monumento dedicado a Josef Valčík y sus seres queridos.

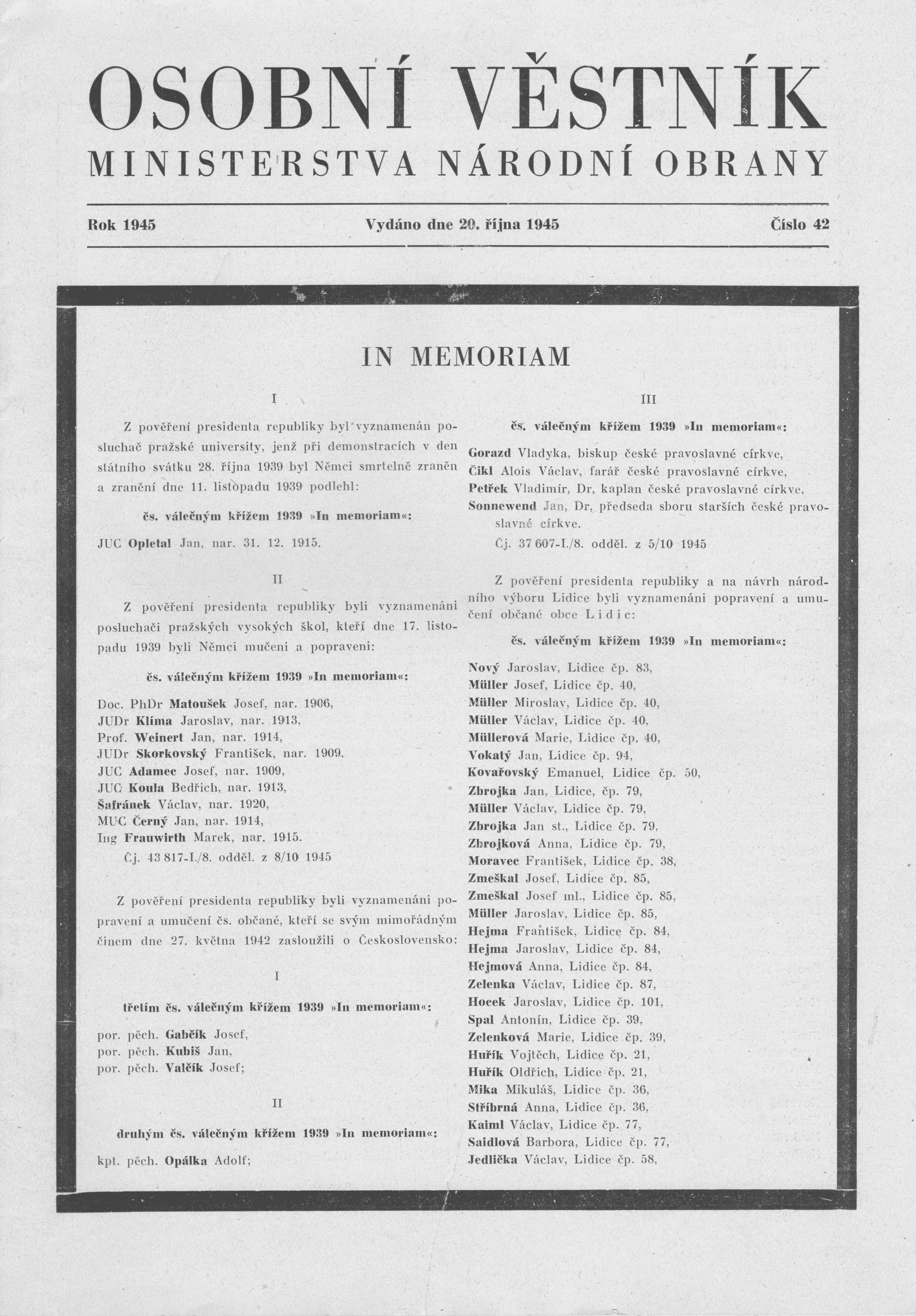
Boletín personal del MNO n° 42 del 20 de octubre de 1945 - portada: Concesión de la Cruz de Guerra Checoslovaca 1939-1945

## Honores
- 1942 -  Cruz de Guerra Checoslovaca 1939
- 1942 -  Segunda Cruz de Guerra Checoslovaca 1939-1945 In memoriam
- 1944 -  Medalla conmemorativa del ejército checoslovaco en el extranjero con barras de Francia y Gran Bretaña
- 1945 -  Tercera Cruz de Guerra Checoslovaca 1939-1945 in memoriam
- 1949 -  Orden militar checoslovaca por la libertad, Estrella de Oro
- 1968 -  Orden de la Bandera Roja
- 2010 -  Cruz al Mérito de la Defensa del Estado[14]

## En la cultura popular
Después de la Segunda Guerra Mundial, se crearon cientos de obras sobre el atentado contra Heydrich.
- 1964 - En la película "Atentát",[15] Josef Valčík fue interpretado por el actor Jiří Kodet.
- 1983 - Sobre la vida de Josef, Petr Kubánek escribió el libro "Dal signál k atentátu na Heydricha".
- 2007 - En la película "Operace Silver A", Josef Valčík fue interpretado por Aleš Háma.
- 2016 - En la película "Anthropoid", el personaje de Josef Valčík fue interpretado por Václav Neužil Jr.
- 2017 - En la película "The Man with the Iron Heart", Valčík fue interpretado por el australiano Thomas M. Wright.